# Löcknitz (Elbe)
La Löcknitz est un affluent de l'Elbe. Elle traverse le Mecklembourg, le Brandebourg (43 kilomètres sur les 66 km de sa longueur) et la Basse-Saxe. Le bassin versant de la Löcknitz couvre 937 km2, dont 460 km2 dans le Brandebourg.

## Géographie
La source de la Löcknitz se situe à l'ouest du Mecklembourg-Poméranie-Occidentale, dans l'arrondissement de Ludwigslust-Parchim, au nord-est de Ziegendorf sur les contreforts ouest des Ruhner Berge. De la source, la Löcknitz s'écoule vers le sud. À la hauteur de Balow, le Brandsöhler Bach se jette dedans. Près de Streesow, se jette dans la Löcknitz la Tarnitz qui fait la frontière avec le Brandenbourg (Arrondissement de Prignitz) ; peu après, le Karwe se jette sur le côté gauche. À l'ouest de Karstadt, la Bundesstraße 5 passe au-dessus de la Löcknitz, qui continue de couler entre de vastes zones forestières. À partir de Karstädt, le Löcknitz atteint une largeur de 10 à 14 mètres et une profondeur d'eau moyenne entre 0,7 et 1,3 mètre ; à un seuil, la profondeur peut atteindre 2 m.
La Löcknitz traverse la forêt de Gadower, à Bernheide se jette le Schmaldiemen. Ici, la rivière se courbe vers l'ouest et coule parallèlement à l'Elbe à quelques kilomètres de Lenzen. À Baekern, la Löcknitz mesure jusqu'à 70 m de large et jusqu'à 4 m de profondeur. Dans la zone urbaine, la Vieille-Elde rejoint la Löcknitz. Plus à l'ouest, la Löcknitz limite la Lenzer Wische, historiquement inondée par l'Elbe et la Löcknitz. À l'ouest de Polz, la Löcknitz forme sur une courte section la frontière entre le Brandebourg et le Mecklembourg-Poméranie-Occidentale. Jusqu'en 1973, son embouchure dans l'Elbe se trouvait à Klein Schmölen.
Afin d'améliorer son écoulement dans l'Elbe, qui a une pente plus élevée, en vue de la protection contre les inondations, la Löcknitz est étendue parallèlement à l'Elbe sur une dizaine de kilomètres. Cette Neue Löcknitz se courbe à Dömitz, à environ un kilomètre de l'ancienne embouchure ; alors la Löcknitz passe la Bundesstraße 191 puis coule vers l'ouest jusqu'à Dömitz. Là, elle est amenée au moyen d'un tunnel-siphon sous le canal d'Elde et est ensuite au nord de la ville. Six kilomètres au nord-ouest de Dömitz, la rivière se jette depuis 1973 près de Wehningen (km 513 du fleuve) jusqu'à l'Elbe. En cas d'inondation de l'Elbe, le déversoir de Wehningen peut être fermé et ainsi empêcher l'afflux de l'Elbe dans la Löcknitz.

## Environnement
La Löcknitz est importante pour l'irrigation et le drainage des terres agricoles, mais aussi pour la conservation de la nature. La partie inférieure de la Löcknitz se situe dans la réserve naturelle de Löcknitztal-Altlauf. À Ziegendorf, il y a la plus grande population de moules avec le plus grand nombre de jeunes moules du Mecklembourg-Poméranie-Occidentale. Surtout dans la partie supérieure, il y a des interventions d'ingénierie de l'eau, plusieurs barrages intégrés pour l'irrigation des terres agricoles adjacentes. Ces sections sont principalement aménagées et sans bois. Dans les parties entièrement exposées se forme une forte végétation avec des plantes aquatiques. Dans la vallée de la Löcknitz, en raison de l'abondance des amphibiens, des oiseaux, des papillons et des libellules, certaines parties sont classées. Dans les parties peu élevées, par exemple, dans la région du pâturage de Gandow et du Lenzer Wische, la Löcknitz forme avec ses affluents, des bras-morts et des étangs un système d'eau très ramifié, il y a des ripisylves, des roselières, des bancs de sable, des rives concaves et des barres de méandre. Ce paysage abrite de nombreuses espèces végétales protégées ainsi que des espèces comme le castor, la chauve-souris et des oiseaux rares, comme le pygargue à queue blanche, ainsi que de nombreux insectes, notamment des espèces de libellules telles que Aeshna affinis et le Leste sauvage. Pour le mouvement migratoire de la loutre, la rivière est également une importante connexion des eaux. Dans la Löcknitz, on trouve de nombreuses espèces de poissons, en particulier la brème commune, le gardon, la brème bordelière, l'ide mélanote, la tanche, la carpe, le brochet, la truite, l'anguille, la perche et le sandre.

## Source, notes et références
- (de) Cet article est partiellement ou en totalité issu de l’article de Wikipédia en allemand intitulé « Löcknitz (Elbe) » (voir la liste des auteurs).